# Saughall
Saughall – wieś w Anglii, w hrabstwie ceremonialnym Cheshire, w dystrykcie (unitary authority) Cheshire West and Chester. Leży 6 km na północny zachód od miasta Chester i 271 km na północny zachód od Londynu. W 2001 miejscowość liczyła 3084 mieszkańców.